# Ligue 1 (2015/2016)/Wyniki spotkań – runda wiosenna

## Runda wiosenna (8 stycznia – 14 maja)
Źródło:

### 20. kolejka (8 stycznia – 10 stycznia)
| 8 stycznia 2016 20:30 | Paris Saint-Germain · Motta 29' · Maxwell 39' | 2:0(2:0)Raport | Bastia                                             | Parc des Princes, Paryż Widzów: 44 879 Sędzia: Sébastien Moreira (Franche-Comté) |
|                       | kartki: · Verratti 45'                        |                | kartki: · 54' Squillaci · 71' Marange · 79' Fofana |                                                                                  |

| 9 stycznia 2016 17:00 | Olympique Lyon · Lacazette 18' · Ghezzal 72' · Ferri 81' · Beauvue 90+2' | 4:1(1:0)Raport | Troyes · 67' Camus  | Parc Olympique Lyonnais, Décines-Charpieu Widzów: 55 169 Sędzia: Ruddy Buquet (Pikardia) |
|                       | kartki: · Umtiti 61'                                                     |                | kartki: · 22' Nivet |                                                                                          |

| 9 stycznia 2016 20:00 | Stade Rennes · Dembélé 35' · Boga 41' | 2:2(2:2)Raport | Lorient · 4' (sam.) Diagné · 22' Waris | Roazhon Park, Rennes Widzów: 26 936 Sędzia: Frank Schneider (Alzacja) |
|                       |                                       |                | kartki: · 47' Ndong                    |                                                                       |

| 9 stycznia 2016 20:00 | AS Monaco · Fabinho 51' (k.) · Carvalho 73' | 2:2(0:2)Raport | Gazélec Ajaccio · 9' Boutaïb · 37' Tshibumbu                 | Stadion Ludwika II, Monako Widzów: 5 542 Sędzia: Stéphane Jochem (Paryż) |
|                       | kartki: · Moutinho 26' · Coentrão 53'       |                | kartki: · 36' Ducourtioux · 72' Jérôme Le Moigne · 76' Sylla |                                                                          |

| 9 stycznia 2016 20:00 | Montpellier HSC                   | 0:1(0:1)Raport | Girondins Bordeaux · 16' Diabaté | Stade de la Mosson, Montpellier Widzów: 10 603 Sędzia: Clément Turpin (Burgundia) |
|                       | kartki: · Yatabaré 39' · Rémy 41' |                | kartki: · 25' Khazri             |                                                                                   |

| 9 stycznia 2016 20:00 | Angers SCO · Capelle 41' · Ketkeophomphone 74' | 2:0(1:0)Raport | SM Caen                          | Stade Jean Bouin, Angers Widzów: 12 208 Sędzia: Nicolas Rainville (Langwedocja-Roussillon) |
|                       |                                                |                | kartki: · 61' Delort · 67' Seube |                                                                                            |

| 9 stycznia 2016 20:00` | Stade de Reims · Devaux 12'                   | 1:3(1:0)Raport | Toulouse FC · 51', 66', 89' Ben Yedder                          | Stade Auguste Delaune, Reims Widzów: 13 192 Sędzia: Mikael Lesage (Dolna Normandia) |
|                        | kartki: · Mandi 27' · Traoré 46' · Devaux 79' |                | kartki: · 29' Akpa-Akpro · 40' Blin · 44' Tisserand · 59' Trejo |                                                                                     |

| 10 stycznia 2016 14:00 | FC Nantes · Audel 29' · Sigþórsson 77' | 2:1(1:1)Raport | AS Saint-Étienne · 14' (k.) Roux                | Stade de la Beaujoire, Nantes Widzów: 25 509 Sędzia: Stéphane Lannoy (Nord-Pas-de-Calais) |
|                        | kartki: · Gillet 84'                   |                | kartki: · 31' Pajot · 86' Brison · 90+3' Maupay |                                                                                           |

| 10 stycznia 2016 17:00 | Lille OSC · Benzia 11'             | 1:1(1:1)Raport | OGC Nice · 45' Hult                           | Stade Pierre-Mauroy, Villeneuve-d’Ascq Widzów: 30 238 Sędzia: Hakim Ben El Hadj (Rodan-Alpy) |
|                        | kartki: · Corchia 68' · Pavard 90' |                | kartki: · 50' Mendy · 62' Mallmann · 72' Seri |                                                                                              |

| 10 stycznia 2016 21:00 | Olympique Marsylia                    | 0:0Raport | EA Guingamp                   | Stade Vélodrome, Marsylia Widzów: 38 948 Sędzia: Fredy Fautrel (Dolna Normandia) |
|                        | kartki: · Rolando 59' · Batshuayi 61' |           | kartki: · 80' Martins Pereira |                                                                                  |

### 21. kolejka (15 stycznia – 17 stycznia)
| 15 stycznia 2016 20:30 | OGC Nice · Ben Arfa 80' (k.), 84' (k.) | 2:1(0:1)Raport | Angers SCO · 24' Capelle                      | Allianz Riviera, Nicea Widzów: 13 600 Sędzia: Jérôme Miguelgorry (Akwitania) |
|                        | kartki: · Hult 60' · Cardinale 64'     |                | kartki: · 36' Saïss · 64' Ndoye · 83' Manceau |                                                                              |

| 16 stycznia 2016 17:00 | Toulouse FC              | 0:1(0:0)Raport | Paris Saint-Germain · 73' Ibrahimović | Stadium Municipal, Tuluza Widzów: 30 178 Sędzia: Bartolomeu Varela (Bretania) |
|                        | kartki: · Akpa-Akpro 72' |                |                                       |                                                                               |

| 16 stycznia 2016 20:00 | Troyes · Camus 7' · Jean 15'                  | 2:4(2:3)Raport | Stade Rennes · 21' (k.), 39' (k.) Diagné · 28' Dembélé · 81' Grosicki | Stade de l’Aube, Troyes Widzów: 10 292 Sędzia: Saïd Ennjimi (Centre Ouest) |
|                        | kartki: · Ngcongca 20' · Dabo 38' · Cabot 51' |                | kartki: · 14' Diagné                                                  |                                                                            |

| 16 stycznia 2016 20:00 | EA Guingamp · Benezet 3' · Salibur 23'                                                   | 2:2(2:0)Raport | FC Nantes · 64' (sam.) Kerbrat · 90+2' Sabaly | Stade du Roudourou. Guingamp Widzów: 13 762 Sędzia: Antony Gautier (Nord-Pas-de-Calais) |
|                        | kartki: · Salibur 14' · Lemaître 63' · Diallo 74' · Martins Pereira 87' · Sankharé 90+4' |                | kartki: · 90+3' Sigþórsson                    |                                                                                         |

| 16 stycznia 2016 20:00 | Girondins Bordeaux · Diabaté 51'         | 1:0(0:0)Raport | Lille OSC            | Stade Bordeaux-Atlantique, Bordeaux Widzów: 21 207 Sędzia: Lionel Jaffredo (Bretania) |
|                        | kartki: · Biyogo Poko 48' · Chantôme 58' |                | kartki: · 84' Mavuba |                                                                                       |

| 16 stycznia 2016 20:00 | Bastia · Ayité 48'                                           | 1:0(0:0)Raport | Montpellier HSC                     | Stade Armand Cesari, Bastia Widzów: 10 337 Sędzia: Frank Schneider (Alzacja) |
|                        | kartki: · Brandão 31' · Djiku 59' · Fofana 65' · Modesto 90' |                | kartki: · 41' Deplagne · 68' Congré |                                                                              |

| 16 stycznia 2016 20:00 | Gazélec Ajaccio · Boutaïb 2' · Đoković 72' | 2:2(1:2)Raport | Stade de Reims · 22', 31' de Préville | Stade Ange Casanova, Ajaccio Widzów: 3 568 Sędzia: Johan Hamel (Langwedocja-Roussillon) |
|                        | kartki: · Tshibumbu 73' · Đoković 83'      |                |                                       |                                                                                         |

| 17 stycznia 2016 14:00 | Lorient                           | 0:2(0:0)Raport | AS Monaco · 53' Lemar · 57' Moutinho | Stade du Moustoir, Lorient Widzów: 10 742 Sędzia: Benoît Bastien (Lotaryngia) |
|                        | kartki: · Ndong 29' · Jouffre 40' |                | kartki: · 65' Coentrão               |                                                                               |

| 17 stycznia 2016 17:00 | SM Caen · Rodelin 67'             | 1:3(0:1)Raport | Olympique Marsylia · 12' Batshuayi · 60' N’Koudou · 83' Sarr | Stade Michel d’Ornano, Caen Widzów: 20 513 Sędzia: Amaury Delerue (Akwitania) |
|                        | kartki: · Imorou 14' · Bazile 44' |                | kartki: · 57' Dja Djédjé                                     |                                                                               |

| 17 stycznia 2016 21:00 | AS Saint-Étienne · Søderlund 76'                      | 1:0(0:0)Raport | Olympique Lyon        | Stade Geoffroy-Guichard, Saint-Étienne Widzów: 36 503 Sędzia: Clément Turpin (Burgundia) |
|                        | kartki: · Monnet-Paquet 18' · Lemoine 48' · Pajot 62' |                | kartki: · 77' Ghezzal |                                                                                          |

### 22. kolejka (22 stycznia – 24 stycznia)
| 22 stycznia 2015 20:30 | Stade Rennes · Filippi 90+1' (sam.)             | 1:0(0:0)Raport | Gazélec Ajaccio                                   | Roazhon Park, Rennes Widzów: 18 022 Sędzia: Sébastien Moreira (Franche-Comté) |
|                        | kartki: · Diagné 60' · M’Bengue 67' · Danzé 69' |                | kartki: · 45' Coeff · 62' Le Moigne · 66' Đoković |                                                                               |

| 23 stycznia 2016 17:00 | Paris Saint-Germain · Ibrahimović 33' · Lucas 40' · van der Wiel 54' · Di María 63', 66' | 5:1(2:0)Raport | Angers SCO · 59' Capelle | Parc des Princes, Paryż Widzów: 49 199 Sędzia: Fredy Fautrel (Dolna Normandia) |
|                        |                                                                                          |                | kartki: · 39' Saïss      |                                                                                |

| 23 stycznia 2016 20:00 | Lille OSC · Boufal 25' (k.)         | 1:3(1:0)Raport | Troyes · 77', 80' Cabot · 86' Pi | Stade Pierre-Mauroy, Villeneuve-d’Ascq Widzów: 26 431 Sędzia: Nicolas Rainville (Langwedocja-Roussillon) |
|                        | kartki: · Bauthéac 35' · Boufal 43' |                | kartki: · 25' Camus              | |

| 23 stycznia 2016 20:00 | Montpellier HSC · Bensebaini 23'     | 1:2(1:1)Raport | SM Caen · 40' Rodelin · 52' Delort | Stade de la Mosson, Montpellier Widzów: 9 076 Sędzia: François Letexier (Bretania) |
|                        | kartki: · Roussillon 58' · Saihi 71' |                | kartki: · 23' Vercoutre            |                                                                                    |

| 23 stycznia 2016 20:00 | EA Guingamp · Giresse 90+4' | 1:0(0:0)Raport | Bastia                                                           | Stade du Roudourou, Guingamp Widzów: 14 065 Sędzia: Mikael Lesage (Dolna Normandia) |
|                        | kartki: · Kerbrat 26'       |                | kartki: · 25' Danic · 68' Ayité · 90+2' Palmieri · 90+2' Cahuzac |                                                                                     |

| 23 stycznia 2016 20:00 | OGC Nice · Ben Arfa 35' · Koziello 44' | 2:1(2:1)Raport | Lorient · 24' Jouffre          | Allianz Riviera, Nicea Widzów: 13 871 Sędzia: Stéphane Jochem (Paryż) |
|                        | kartki: · Baysse 18'                   |                | kartki: · 63' Koné · 81' Ndong |                                                                       |

| 23 stycznia 2016 20:00 | FC Nantes · Sigþórsson 1' · Bedoya 30' | 2:2(2:0)Raport | Girondins Bordeaux · 84' Diabaté · 90+1' (sam.) Cana               | Stade de la Beaujoire, Nantes Widzów: 21 893 Sędzia: Tony Chapron (Rodan-Alpy) |
|                        | kartki: · Djidji 49' · Thomasson 90+6' |                | kartki: · 41' Biyogo Poko · 54' Khazri · 66' Ounas · 90+6' Yambéré |                                                                                |

| 24 stycznia 2016 14:00 | AS Monaco · Silva 28' · Coentrão 36' · Carrillo 70' · Costa 90+3' | 4:0(2:0)Raport | Toulouse FC           | Stadion Ludwika II, Monako Widzów: 5 628 Sędzia: Hakim Ben El Hadj (Rodan-Alpy) |
|                        | kartki: · Bakayoko 21' · Carvalho 39' · Silva 40' · Moutinho 52'  |                | kartki: · 35' Somália |                                                                                 |

| 24 stycznia 2016 17:00 | Stade de Reims · Mandi 89'             | 1:1(0:0)Raport | AS Saint-Étienne · 60' Bahebeck               | Stade Auguste Delaune, Reims Widzów: 13 048 Sędzia: Ruddy Buquet (Pikardia) |
|                        | kartki: · Tacalfred 15' · Rigonato 77' |                | kartki: · 48' Théophile-Catherine · 64' Pogba |                                                                             |

| 24 stycznia 2016 21:00 | Olympique Lyon · Tolisso 78'          | 1:1(0:0)Raport | Olympique Marsylia · 64' Cabella        | Parc Olympique Lyonnais, Décines-Charpieu Widzów: 56 506 Sędzia: Antony Gautier (Nord-Pas-de-Calais) |
|                        | kartki: · Morel 52' · Yanga-Mbiwa 87' |                | kartki: · 53' Batshuayi · 78' Manquillo | |

### 23. kolejka (29 stycznia – 31 stycznia)
| 29 stycznia 2016 20:30 | Olympique Marsylia · Rabillard 90+6' | 1:1(0:0)Raport | Lille OSC · 57' Corchia    | Stade Vélodrome, Marsylia Widzów: 40 187 Sędzia: Benoît Bastien (Lotaryngia) |
|                        | kartki: · N’Koulou 49' · Barrada 83' |                | kartki: · 90+5' Amalfitano |                                                                              |

| 30 stycznia 2016 17:00 | Angers SCO · Ndoye 19', 43' · Yattara 55' | 3:0(2:0)Raport | AS Monaco                                         | Stade Jean Bouin, Angers Widzów: 13 598 Sędzia: Ruddy Buquet (Pikardia) |
|                        | kartki: · Capelle 39' · Sunu 79'          |                | kartki: · 26' Costa · 29' Coentrão · 70' Carrillo |                                                                         |

| 30 stycznia 2016 20:00 | Troyes             | 0:1(0:1)Raport | FC Nantes · 41' Gillet                       | Stade de l’Aube, Troyes Widzów: 11 592 Sędzia: Johan Hamel (Langwedocja-Roussillon) |
|                        | kartki: · Jean 67' |                | kartki: · 65' Moimbé · 68' Riou · 87' Gillet |                                                                                     |

| 30 stycznia 2016 20:00 | Lorient · Touré 15', 51'                            | 2:0(1:0)Raport | Stade de Reims                     | Stade Yves Allainmat, Lorient Widzów: 10 002 Sędzia: Jérôme Miguelgorry (Akwitania) |
|                        | kartki: · Abdullah 4' · Jouffre 45+1' · Mulumba 82' |                | kartki: · 19' Kankawa · 30' Traoré |                                                                                     |

| 30 stycznia 2016 20:00 | Bastia · Brandão 69'                                        | 1:0(0:0)Raport | Olympique Lyon                     | Stade Armand Cesari, Bastia Widzów: 10 908 Sędzia: Benoît Millot (Île-de-France) |
|                        | kartki: · Kamano 26' · Ngando 67' · Brandão 75' · Cioni 88' |                | kartki: · 31' Tolisso · 89' Umtiti |                                                                                  |

| 30 stycznia 2016 20:00 | Toulouse FC · Ben Yedder 64' (k.)          | 1:2(0:1)Raport | EA Guingamp · 12' Sankharé · 72' Briand                         | Stadium Municipal, Tuluza Widzów: 20 097 Sędzia: Sébastien Moreira (Franche-Comté) |
|                        | kartki: · Akpa-Akpro 37' · Diop 49', 90+2' |                | kartki: · 29' Giresse · 79' Kerbrat · 88' Sankharé · 90' Mathis |                                                                                    |

| 30 stycznia 2016 20:00 | Gazélec Ajaccio                                  | 0:4(0:2)Raport | Montpellier HSC · 14' Yatabaré · 41' (k.) Martin · 52', 57' Dabo | Stade Ange Casanova, Ajaccio Widzów: 3 629 Sędzia: Bartolomeu Varela (Bretania) |
|                        | kartki: · Đoković 8' · Le Moigne 26' · Touré 40' |                | kartki: · 8' Dabo · 28' Camara · 42' Martin                      |                                                                                 |

| 31 stycznia 2016 14:00 | SM Caen · Rodelin 12' · Delort 41' (k.) | 2:0(2:0)Raport | OGC Nice                              | Stade Michel d’Ornano, Caen Widzów: 17 061 Sędzia: Stéphane Lannoy (Nord-Pas-de-Calais) |
|                        | kartki: · Nkololo 80'                   |                | kartki: · 30' Bodmer · 90+3' Koziello |                                                                                         |

| 31 stycznia 2016 17:00 | Girondins Bordeaux · Diabaté 29', 51' · Rolán 67' · Touré 90+2' | 4:0(1:0)Raport | Stade Rennes        | Stade Bordeaux-Atlantique, Bordeaux Widzów: 19 883 Sędzia: Mikael Lesage (Dolna Normandia) |
|                        | kartki: · Guilbert 49' · Contento 59'                           |                | kartki: · 71' André |                                                                                            |

| 31 stycznia 2016 21:00 | AS Saint-Étienne                                                 | 0:2(0:0)Raport | Paris Saint-Germain · 61', 90+2' Ibrahimović | Stade Geoffroy-Guichard, Saint-Étienne Widzów: 32 689 Sędzia: Lionel Jaffredo (Bretania) |
|                        | kartki: · Søderlund 14' · Lemoine 65' · Cohade 79' · Clément 84' |                | kartki: · 9' Kimpembe · 36' Motta            |                                                                                          |

### 24. kolejka (2 lutego – 4 lutego)
| 2 lutego 2016 19:00 | AS Monaco · Modesto 35' (sam.) · Silva 73' | 2:0(1:0)Raport | Bastia               | Stadion Ludwika II, Monako Widzów: 5 607 Sędzia: Nicolas Rainville (Langwedocja-Roussillon) |
|                     | kartki: · Fabinho 30' · Pašalić 61'        |                | kartki: · 66' Diallo |                                                                                             |

| 2 lutego 2016 21:00 | Montpellier HSC                  | 0:1(0:0)Raport | Olympique Marsylia · 68' N’Koudou                                     | Stade de la Mosson, Montpellier Widzów: 16 756 Sędzia: Tony Chapron (Rodan-Alpy) |
|                     | kartki: · Martin 51' · Saihi 83' |                | kartki: · 30' Rabillard · 69' Thauvin · 86' Cabella · 90+4' De Ceglie |                                                                                  |

| 3 lutego 2016 19:00 | Lille OSC · Soumaoro 59' | 1:0(0:0)Raport | SM Caen                                 | Stade Pierre-Mauroy, Villeneuve-d’Ascq Widzów: 27 312 Sędzia: Stéphane Jochem (Paryż) |
|                     |                          |                | kartki: · 58', 85' Nkololo · 65' Delort |                                                                                       |

| 3 lutego 2016 19:00 | Olympique Lyon · Lacazette 41', 87' · Kalulu 90+3' | 3:0(1:0)Raport | Girondins Bordeaux                                          | Parc Olympique Lyonnais, Décines-Charpieu Widzów: 30 143 Sędzia: Fredy Fautrel (Dolna Normandia) |
|                     | kartki: · Lacazette 40' · Ferri 81'                |                | kartki: · 7' Vada · 24' Chantôme · 76' Crivelli · 76' Rolán |                                                                                                  |

| 3 lutego 2016 19:00 | EA Guingamp · Erdinç 5' · Sankharé 46' · Giresse 56' · Blas 90' | 4:0(1:0)Raport | Troyes                                              | Stade du Roudourou, Guingamp Widzów: 13 973 Sędzia: Jérôme Miguelgorry (Akwitania) |
|                     | kartki: · Kerbrat 30'                                           |                | kartki: · 18' Dabo · 28' Traoré · 32' Thiago Xavier |                                                                                    |

| 3 lutego 2016 19:00 | OGC Nice · Ben Arfa 82' | 1:0(0:0)Raport | Toulouse FC        | Allianz Riviera, Nicea Widzów: 12 828 Sędzia: François Letexier (Bretania) |
|                     | kartki: · Pied 70'      |                | kartki: · 71' Blin |                                                                            |

| 3 lutego 2016 19:00 | FC Nantes · Sala 14' · Bedoya 23' · Oliveira Tavares 58' | 3:1(2:1)Raport | Gazélec Ajaccio · 26' Mayi        | Stade de la Beaujoire, Nantes Widzów: 24 799 Sędzia: Saïd Ennjimi (Centre Ouest) |
|                     | kartki: · Gillet 45'                                     |                | kartki: · 51' Youga · 56' Mangane |                                                                                  |

| 3 lutego 2016 19:00 | Stade de Reims · Traoré 43' · Charbonnier 50' | 2:1(1:1)Raport | Angers SCO · 15' Bouka Moutou                               | Stade Auguste Delaune, Reims Widzów: 10 603 Sędzia: Antony Gautier (Nord-Pas-de-Calais) |
|                     |                                               |                | kartki: · 49' Saïss · 72' Sunu · 80' Andreu · 90+1' Capelle |                                                                                         |

| 3 lutego 2016 21:00 | Paris Saint-Germain · Cavani 6' · Ibrahimović 55' · Kurzawa 69' | 3:1(1:1)Raport | Lorient · 19' Guerreiro | Parc des Princes, Paryż Widzów: 45 358 Sędzia: Hakim Ben El Hadj (Rodan-Alpy) |
|                     | kartki: · Augustin 37'                                          |                | kartki: · 51' Abdullah  |                                                                               |

| 4 lutego 2016 21:00 | Stade Rennes                    | 0:1(0:0)Raport | AS Saint-Étienne · 74' Sall       | Roazhon Park, Rennes Widzów: 18 049 Sędzia: Benoît Millot (Île-de-France) |
|                     | kartki: · Sylla 26' · Mexer 73' |                | kartki: · 20' Bahebeck · 71' Sall |                                                                           |

### 25. kolejka (6 lutego – 7 lutego)
| 6 lutego 2016 14:00 | AS Monaco · Bakayoko 81'                                                | 1:0(0:0)Raport | OGC Nice                                                                                           | Stadion Ludwika II, Monako Widzów: 12 842 Sędzia: Tony Chapron (Rodan-Alpy) |
|                     | kartki: · Dirar 48', 48' · Subašić 90+1' · Silva 90+2' · Moutinho 90+4' |                | kartki: · 8' Germain · 25' Cardinale · 44' Koziello · 45+1' Le Marchand · 80' Pied · 90+3' Pereira |                                                                             |

| 6 lutego 2016 17:00 | Angers SCO                        | 0:3(0:1)Raport | Olympique Lyon · 13' Jallet · 46' Ghezzal · 81' Tolisso | Stade Jean Bouin, Angers Widzów: 15 386 Sędzia: Frank Schneider (Alzacja) |
|                     | kartki: · Mangani 16' · Ndoye 61' |                | kartki: · 61' Jallet · 65' Gonalons                     |                                                                           |

| 6 lutego 2016 20:00 | SM Caen                                           | 0:2(0:1)Raport | Stade de Reims · 20' Bifouma · 63' Oniangué | Stade Michel d’Ornano, Caen Widzów: 16 018 Sędzia: Bartolomeu Varela (Bretania) |
|                     | kartki: · Da Silva 21' · Kouakou 49' · Adeoti 62' |                | kartki: · 52' Kankawa · 59' Traoré          |                                                                                 |

| 6 lutego 2016 20:00 | Lorient · Cabot 49'                  | 1:1(0:1)Raport | Montpellier HSC · 45+1' Bérigaud | Stade Yves Allainmat, Lorient Widzów: 9 077 Sędzia: Mikael Lesage (Dolna Normandia) |
|                     | kartki: · Jouffre 28' · Bellugou 37' |                | kartki: · 88' Yatabaré           |                                                                                     |

| 6 lutego 2016 20:00 | Bastia · Ayité 10', 83' (k.) | 2:0(1:0)Raport | Troyes                                                   | Stade Armand Cesari, Bastia Widzów: 10 441 Sędzia: Sébastien Moreira (Franche-Comté) |
|                     | kartki: · Leca 16'           |                | kartki: · 4' Nivet · 60' Perea · 82' Camus · 86' Mavinga |                                                                                      |

| 6 lutego 2016 20:00 | Toulouse FC                         | 0:0Raport | FC Nantes                                                    | Stadium Municipal, Tuluza Widzów: 11 570 Sędzia: Lionel Jaffredo (Bretania) |
|                     | kartki: · Trejo 36' · Moubandje 90' |           | kartki: · 16' Sabaly · 37' Thomasson · 86' Sala · 90' Bammou |                                                                             |

| 6 lutego 2016 20:00 | Gazélec Ajaccio     | 0:0Raport | EA Guingamp         | Stade Ange Casanova, Ajaccio Widzów: 3 569 Sędzia: Clément Turpin (Burgundia) |
|                     | kartki: · Touré 18' |           | kartki: · 8' Mathis |                                                                               |

| 7 lutego 2016 14:00 | Lille OSC · Éder 42'                     | 1:1(1:0)Raport | Stade Rennes · 89' (k.) Dembélé                               | Stade Pierre-Mauroy, Villeneuve-d’Ascq Widzów: 29 012 Sędzia: Johan Hamel (Langwedocja-Roussillon) |
|                     | kartki: · Boufal 66', 71' · Soumaoro 87' |                | kartki: · 18' Danzé · 23' Mendes · 76' M’Bengue · 85' Zeffane | |

| 7 lutego 2016 17:00 | Girondins Bordeaux · Yambéré 10'                                                     | 1:4(1:2)Raport | AS Saint-Étienne · 4' Pajot · 7' Tannane · 70' Søderlund · 75' Roux | Stade Bordeaux-Atlantique, Bordeaux Widzów: 34 377 Sędzia: Benoît Bastien (Lotaryngia) |
|                     | kartki: · Arambarri 2' · Crivelli 22' · Yambéré 84' · Contento 90+2' · Diabaté 90+2' |                | kartki: · 18' Cohade                                                |                                                                                        |

| 7 lutego 2016 21:00 | Olympique Marsylia · Cabella 25' | 1:2(1:1)Raport | Paris Saint-Germain · 2' Ibrahimović · 71' Di María | Stade Vélodrome, Marsylia Widzów: 61 166 Sędzia: Ruddy Buquet (Pikardia) |
|                     |                                  |                | kartki: · 88' Motta                                 |                                                                          |

### 26. kolejka (12 lutego – 14 lutego)
| 12 lutego 2016 20:30 | Stade Rennes · Bouka Moutou 90+2' (sam.) | 1:0(0:0)Raport | Angers SCO            | Roazhon Park, Rennes Widzów: 18 350 Sędzia: Stéphane Lannoy (Nord-Pas-de-Calais) |
|                      |                                          |                | kartki: · 23' Yattara |                                                                                  |

| 13 lutego 2016 17:00 | Paris Saint-Germain               | 0:0Raport | Lille OSC                                        | Parc des Princes, Paryż Widzów: 45 391 Sędzia: Frank Schneider (Alzacja) |
|                      | kartki: · Pastore 28' · Lucas 68' |           | kartki: · 68' Civelli · 76' Martin · 87' Enyeama |                                                                          |

| 13 lutego 2016 20:00 | Gazélec Ajaccio · Zoua 1' · Filippi 57' | 2:3(1:3)Raport | Troyes · 8' Ben Saada · 36', 43' Azamoum        | Stade Ange Casanova, Ajaccio Widzów: 3 485 Sędzia: Nicolas Rainville (Langwedocja-Roussillon) |
|                      | kartki: · Filippi 38' · Ducourtioux 48' |                | kartki: · 30' Nivet · 50' Martial · 53' Confais |                                                                                               |

| 13 lutego 2016 20:00 | Montpellier HSC · Yatabaré 24' · Camara 88' | 2:0(1:0)Raport | Toulouse FC                            | Stade de la Mosson, Montpellier Widzów: 14 616 Sędzia: Saïd Ennjimi (Centre Ouest) |
|                      |                                             |                | kartki: · 21' Regattin · 82' Moubandje |                                                                                    |

| 13 lutego 2016 20:00 | EA Guingamp · Giresse 42' · Coco 58' | 2:4(1:2)Raport | Girondins Bordeaux · 19' Ounas · 37' Rolán · 68' Chantôme · 89' Diabaté | Stade du Roudourou, Guingamp Widzów: 13 177 Sędzia: Hakim Ben El Hadj (Rodan-Alpy) |
|                      | kartki: · Privat 90+3'               |                |                                                                         |                                                                                    |

| 13 lutego 2016 20:00 | FC Nantes · Oliveira Tavares 10' · Sala 39' | 2:1(2:0)Raport | Lorient · 79' (k.) Moukandjo                              | Stade de la Beaujoire, Nantes Widzów: 22 256 Sędzia: Antony Gautier (Nord-Pas-de-Calais) |
|                      | kartki: · Bammou 80'                        |                | kartki: · 53' Touré · 55' Ndong · 71' Cabot · 85' Gassama |                                                                                          |

| 13 lutego 2016 20:00 | Stade de Reims                                                                  | 0:1(0:0)Raport | Bastia · 48' Ayite                                 | Stade Auguste Delaune, Reims Widzów: 11 335 Sędzia: Lionel Jaffredo (Bretania) |
|                      | kartki: · Traoré 24' · Oniangué 54' · Bangoura 63' · Bifouma 88' · Rigonato 90' |                | kartki: · 26' Cahuzac · 38' Mostefa · 45' Palmieri |                                                                                |

| 14 lutego 2016 14:00 | Olympique Lyon · Umtiti 8' · Lacazette 16' · Cornet 45' · Tolisso 83' | 4:1(3:0)Raport | SM Caen · 58' Delort                                                     | Parc Olympique Lyonnais, Décines-Charpieu Widzów: 38 624 Sędzia: Ruddy Buquet (Pikardia) |
|                      | kartki: · Cornet 46' · Gonalons 56' · Ferri 72'                       |                | kartki: · 7' Da Silva · 28' Bessat · 64' Nkololo · 68' Yahia · 69' Seube |                                                                                          |

| 14 lutego 2016 17:00 | AS Saint-Étienne · Sall 57' | 1:1(0:0)Raport | AS Monaco · 84' Love | Stade Geoffroy-Guichard, Saint-Étienne Widzów: 31 868 Sędzia: Fredy Fautrel (Dolna Normandia) |
|                      |                             |                | kartki: · Wallace    |                                                                                               |

| 14 lutego 2016 21:00 | OGC Nice · Germain 58' | 1:1(0:1)Raport | Olympique Marsylia · 36' Isla         | Allianz Riviera, Nicea Widzów: 28 659 Sędzia: Benoît Millot (Île-de-France) |
|                      | kartki: · Pereira 86'  |                | kartki: · 45+6' Isla · 90+1' N’Koulou |                                                                             |

### 27. kolejka (19 lutego – 21 lutego, 9 marca)
| 19 lutego 2016 20:30 | Girondins Bordeaux | 0:0Raport | OGC Nice                               | Stade Bordeaux-Atlantique, Bordeaux Widzów: 23 641 Sędzia: Nicolas Rainville (Langwedocja-Roussillon) |
|                      |                    |           | kartki: · 44' Koziello · 90+1' Ranieri | |

| 20 lutego 2016 17:00 | Paris Saint-Germain · van der Wiel 12' · Ibrahimović 43', 68' · Cavani 45+1' | 4:1(3:1)Raport | Stade de Reims · 34' Oniangué | Parc des Princes, Paryż Widzów: 45 489 Sędzia: Jérôme Miguelgorry (Akwitania) |
|                      | kartki: · van der Wiel 33' · Cavani 81'                                      |                |                               |                                                                               |

| 20 lutego 2016 20:00 | AS Monaco · Carrillo 25', 37' · Mbappe Lottin 90+3' | 3:1(2:0)Raport | Troyes · 80' Gueye | Stadion Ludwika II, Monako Widzów: 5 650 Sędzia: Johan Hamel (Langwedocja-Roussillon) |
|                      | kartki: · Toulalan 43' · Bakayoko 83'               |                |                    |                                                                                       |

| 20 lutego 2016 20:00 | Lorient · Waris 38', 49' · Jeannot 48' · Guerreiro 90+2'   | 4:3(1:2)Raport | EA Guingamp · 3', 37' Salibur · 59' Briand | Stade Yves Allainmat, Lorient Widzów: 12 229 Sędzia: Bartolomeu Varela (Bretania) |
|                      | kartki: · Ndong 39' · Rose 81' · Le Goff 88' · Jeannot 89' |                | kartki: · 90+1' Sankharé                   |                                                                                   |

| 20 lutego 2016 20:00 | Angers SCO · Bouka Moutou 65' · Karanović 90+2' | 2:3(0:3)Raport | Montpellier HSC · 2' Bérigaud · 7' Yatabaré · 34' Camara | Stade Jean Bouin, Angers Widzów: 11 165 Sędzia: Sébastien Moreira (Franche-Comté) |
|                      |                                                 |                | kartki: · 82' Ninga                                      |                                                                                   |

| 20 lutego 2016 20:00 | Toulouse FC · Braithwaite 90+1' | 1:1(0:0)Raport | Gazélec Ajaccio · 59' Mayi                                           | Stadium Municipal, Tuluza Widzów: 19 173 Sędzia: Fredy Fautrel (Dolna Normandia) |
|                      | kartki: · Blin 82'              |                | kartki: · 33' Filippi · 36', 79' Sylla · 49' Ducourtioux · 87' Touré |                                                                                  |

| 21 lutego 2016 14:00 | Olympique Marsylia · Batshuayi 90+4' | 1:1(0:0)Raport | AS Saint-Étienne · 85' Monnet-Paquet | Stade Vélodrome, Marsylia Widzów: 50 570 Sędzia: Clément Turpin (Burgundia) |
|                      | kartki: · N’Koulou 60'               |                | kartki: · 9' Sall                    |                                                                             |

| 21 lutego 2016 17:00 | SM Caen · Ntibazonkiza 54' | 1:0(0:0)Raport | Stade Rennes         | Stade Michel d’Ornano, Caen Widzów: 15 455 Sędzia: Tony Chapron (Rodan-Alpy) |
|                      | kartki: · Delort 47'       |                | kartki: · 24' Mendes |                                                                              |

| 21 lutego 2016 21:00 | Lille OSC · Boufal 28'                                                        | 1:0(1:0)Raport | Olympique Lyon                                                                            | Stade Pierre-Mauroy, Villeneuve-d’Ascq Widzów: 32 956 Sędzia: Benoît Bastien (Lotaryngia) |
|                      | kartki: · Mavuba 29' · Soumaoro 43' · Amadou 63' · Bauthéac 66' · Enyeama 90' |                | kartki: · 29', 87' Grenier · 40', 60' Jallet · 51' Ferri · 71' Valbuena · 75' Yanga-Mbiwa |                                                                                           |

| 9 marca 2016 18:30 | Bastia                | 0:0Raport | FC Nantes                                                      | Stade Armand Cesari, Bastia Widzów: 11 071 Sędzia: Sébastien Moreira (Franche-Comté) |
|                    | kartki: · Modesto 56' |           | kartki: · 19' Sabaly · 43' Iloki · 77' Sigþórsson · 88' Bammou |                                                                                      |

### 28. kolejka (26 lutego – 28 lutego, 9 marca)
| 26 lutego 2016 20:30 | OGC Nice                                                           | 0:2(0:0)Raport | Bastia · 61' Diallo · 64' Ayité                                           | Allianz Riviera, Nicea Widzów: 14 541 Sędzia: Antony Gautier (Nord-Pas-de-Calais) |
|                      | kartki: · Koziello 17' · Le Marchand 56' · Baysse 58' · Traoré 67' |                | kartki: · 25' Mostefa · 27' Modesto · 57' Cahuzac · 70' Danic · 73' Djiku |                                                                                   |

| 27 lutego 2016 17:00 | Montpellier HSC · Bérigaud 52' · Dabo 60' · Skhiri 86' | 3:0(0:0)Raport | Lille OSC                                        | Stade de la Mosson, Montpellier Widzów: 9 576 Sędzia: Hakim Ben El Hadj (Rodan-Alpy) |
|                      | kartki: · Ninga 33'                                    |                | kartki: · 59' Pavard · 66' Bauthéac · 74' Boufal |                                                                                      |

| 27 lutego 2016 20:00 | Troyes                                           | 0:1(0:1)Raport | Lorient · 3' Waris          | Stade de l’Aube, Troyes Widzów: 10 326 Sędzia: Saïd Ennjimi (Centre Ouest) |
|                      | kartki: · Ngcongca 50' · Court 90+2' · Camus 90' |                | kartki: · 70' Philippoteaux |                                                                            |

| 27 lutego 2016 20:00 | EA Guingamp · Privat 39' · Giresse 66' (k.)                | 2:2(1:1)Raport | Angers SCO · 30' Capelle · 79' (k.) Ketkeophomphone                | Stade du Roudourou, Guingamp Widzów: 13 506 Sędzia: Benoît Millot (Île-de-France) |
|                      | kartki: · Sankharé 38' · Giresse 68' · Martins Pereira 78' |                | kartki: · 37' Saïss · 42' Ndoye · 65' Traoré · 86' Ketkeophomphone |                                                                                   |

| 27 lutego 2016 20:00 | Toulouse FC · Ben Yedder 78'           | 1:2(0:0)Raport | Stade Rennes · 90' Dembélé · 90+2' Grosicki | Stadium Municipal, Tuluza Widzów: 11 627 Sędzia: Stéphane Jochem (Paryż) |
|                      | kartki: · Bodiger 57' · Akpa-Akpro 74' |                |                                             |                                                                          |

| 27 lutego 2016 20:00 | Stade de Reims · Mandi 23' · Bifouma 34' · Charbonnier 67' · Bangoura 89' | 4:1(2:0)Raport | Girondins Bordeaux · 69' Ounas     | Stade Auguste Delaune, Reims Widzów: 11 286 Sędzia: François Letexier (Bretania) |
|                      | kartki: · Devaux 37' · Conte 50'                                          |                | kartki: · 20' Ounas · 64' Chantôme |                                                                                  |

| 28 lutego 2016 14:00 | FC Nantes            | 0:0Raport | AS Monaco                   | Stade de la Beaujoire, Nantes Widzów: 25 866 Sędzia: Mikael Lesage (Dolna Normandia) |
|                      | kartki: · Gillet 74' |           | kartki: · 53' Mbappe Lottin |                                                                                      |

| 28 lutego 2016 17:00 | AS Saint-Étienne · Eysseric 90+1'  | 1:2(0:0)Raport | SM Caen · 78' Delort · 82' Rodelin | Stade Geoffroy-Guichard, Saint-Étienne Widzów: 29 475 Sędzia: Frank Schneider (Alzacja) |
|                      | kartki: · Tannane 5' · Lemoine 36' |                | kartki: · 4' Adeoti                |                                                                                         |

| 28 lutego 2016 21:00 | Olympique Lyon · Cornet 13' · Darder 45+2'         | 2:1(2:0)Raport | Paris Saint-Germain · 51' Lucas                                              | Parc Olympique Lyonnais, Décines-Charpieu Widzów: 56 661 Sędzia: Lionel Jaffredo (Bretania) |
|                      | kartki: · Yanga-Mbiwa 43' · Ferri 72' · Rafael 73' |                | kartki: · 23' Motta · 58' van der Wiel · 63' Cavani · 74' Rabiot · 89' Lucas |                                                                                             |

| 9 marca 2016 18:30 | Gazélec Ajaccio · Rekik 84' (sam.)  | 1:1(0:0)Raport | Olympique Marsylia · 79' Cabella  | Stade Ange Casanova, Ajaccio Widzów: 4 103 Sędzia: Stéphane Lannoy (Nord-Pas-de-Calais) |
|                    | kartki: · Le Moigne 31' · Sylla 70' |                | kartki: · 38' Romao · 64' Cabella |                                                                                         |

### 29. kolejka (4 marca – 6 marca)
| 4 marca 2016 20:30 | SM Caen · Féret 64' (k.) · Kouakou 89' | 2:2(0:0)Raport | AS Monaco · 56' Lemar · 69' (sam.) Yahia                       | Stade Michel d’Ornano, Caen Widzów: 17 926 Sędzia: Clément Turpin (Burgundia) |
|                    | kartki: · Yahia 63'                    |                | kartki: · 63' Fabinho · 74' Silva · 85' Toulalan · 90+1' Costa |                                                                               |

| 5 marca 2016 17:00 | Paris Saint-Germain | 0:0Raport | Montpellier HSC    | Parc des Princes, Paryż Widzów: 45 173 Sędzia: Tony Chapron (Rodan-Alpy) |
|                    |                     |           | kartki: · 80' Rémy |                                                                          |

| 5 marca 2016 20:00 | Lille OSC · Lopes 63' · Éder 90+3' | 2:0(0:0)Raport | Stade de Reims                                            | Stade Pierre-Mauroy, Villeneuve-d’Ascq Widzów: 27 904 Sędzia: Sébastien Moreira (Franche-Comté) |
|                    | kartki: · Sidibé 42' · Lopes 58'   |                | kartki: · 6' Rigonato · 71' de Préville · 74', 85' Devaux |                                                                                                 |

| 5 marca 2016 20:00 | OGC Nice · Germain 12' · Traoré 72' | 2:1(1:1)Raport | Troyes · 27' Cardinale | Allianz Riviera, Nicea Widzów: 13 160 Sędzia: Bartolomeu Varela (Bretania) |
|                    | kartki: · Boscagli 56'              |                | kartki: · 29' Dabo     |                                                                            |

| 5 marca 2016 20:00 | Girondins Bordeaux · Diabaté 38' (k.) | 1:1(1:0)Raport | Gazélec Ajaccio · 89' Larbi   | Stade Bordeaux-Atlantique, Bordeaux Widzów: 17 603 Sędzia: Johan Hamel (Langwedocja-Roussillon) |
|                    | kartki: · Pablo 9' · Sané 63'         |                | kartki: · 4' Touré · 58' Mayi |                                                                                                 |

| 5 marca 2016 20:00 | Angers SCO                                                | 0:0Raport | AS Saint-Étienne                                     | Stade Geoffroy-Guichard, Saint-Étienne Widzów: 15 892 Sędzia: Antony Gautier (Nord-Pas-de-Calais) |
|                    | kartki: · Sunu 26' · Mangani 63' · Thomas 66' · Saïss 75' |           | kartki: · 22' Lemoine · 67' Eysseric · 90+2' Clément |                                                                                                   |

| 5 marca 2016 20:00 | Bastia                                         | 0:0Raport | Lorient                                                               | Stade Armand Cesari, Bastia Widzów: 10 586 Sędzia: Jérôme Miguelgorry (Akwitania) |
|                    | kartki: · Mostefa 36' · Leca 87' · Cahuzac 88' |           | kartki: · 45' Bellugou · 65' Abdullah · 68' Barthelme · 88' Guerreiro |                                                                                   |

| 6 marca 2016 14:00 | Olympique Marsylia · Fletcher 74' | 1:1(0:0)Raport | Toulouse FC · 55' Ben Yedder | Stade Vélodrome, Marsylia Widzów: 41 080 Sędzia: Nicolas Rainville (Langwedocja-Roussillon) |
|                    | kartki: · Rekik 28' · Rolando 59' |                | kartki: · 36' Blin           |                                                                                             |

| 6 marca 2016 17:00 | Stade Rennes · Dembélé 1', 23', 45' · Grosicki 15' | 4:1(4:0)Raport | FC Nantes · 60' Oliveira Tavares                       | Roazhon Park, Rennes Widzów: 29 060 Sędzia: Ruddy Buquet (Pikardia) |
|                    | kartki: · Armand 28' · Sio 35', 67'                |                | kartki: · 24' Sigþórsson · 45' Vizcarrondo · 79' Audel |                                                                     |

| 6 marca 2016 21:00 | Olympique Lyon · Ghezzal 3' · Lacazette 17', 61' · Cornet 35' · Lemaître 86' (sam.) | 5:1(3:1)Raport | EA Guingamp · 11' Erdinç                       | Parc Olympique Lyonnais, Décines-Charpieu Widzów: 33 133 Sędzia: Fredy Fautrel (Dolna Normandia) |
|                    | kartki: · Lacazette 13' · Grenier 82'                                               |                | kartki: · 13' Mathis · 14' Angoua · 60' Diallo |                                                                                                  |

### 30. kolejka (11 marca – 13 marca)
| 11 marca 2016 20:30 | AS Monaco · Love 5', 38'            | 2:2(2:1)Raport | Stade de Reims · 11' Charbonnier · 79' Rigonato | Stadion Ludwika II, Monako Widzów: 5 738 Sędzia: Benoît Millot (Île-de-France) |
|                     | kartki: · Echiéjilé 36' · Silva 73' |                | kartki: · 5' Carrasso · 70' Conte               |                                                                                |

| 12 marca 2016 17:00 | Lorient · Waris 34'   | 1:1(1:0)Raport | Olympique Marsylia · 46' Isla     | Stade Yves Allainmat, Lorient Widzów: 15 599 Sędzia: Ruddy Buquet (Pikardia) |
|                     | kartki: · Gassama 82' |                | kartki: · 67' Silva · 68' Cabella |                                                                              |

| 12 marca 2016 20:00 | Montpellier HSC                    | 0:2(0:0)Raport | OGC Nice · 62' Germain · 76' Pléa | Stade de la Mosson, Montpellier Widzów: 13 462 Sędzia: Lionel Jaffredo (Bretania) |
|                     | kartki: · Martin 81' · Ninga 90+2' |                | kartki: · 64' Pied                |                                                                                   |

| 12 marca 2016 20:00 | EA Guingamp · Briand 7' · Privat 24' | 2:0(2:0)Raport | AS Saint-Étienne                  | Stade du Roudourou, Guingamp Widzów: 13 981 Sędzia: Stéphane Jochem (Paryż) |
|                     |                                      |                | kartki: · 18' Maupay · 45+1' Sall |                                                                             |

| 13 marca 2016 20:00 | Bastia · Danic 90+2'                  | 1:2(0:1)Raport | Lille OSC · 37' Boufal · 59' Amadou              | Stade Armand Cesari, Bastia Widzów: 10 727 Sędzia: Saïd Ennjimi (Centre Ouest) |
|                     | kartki: · Mostefa 58' · Squillaci 64' |                | kartki: · 36' Boufal · 45' Obbadi · 50' Soumaoro |                                                                                |

| 13 marca 2016 20:00 | Toulouse FC · Ben Yedder 5', 50' (k.) · Braithwaite 86' (k.) · Trejo 90' | 4:0(1:0)Raport | Girondins Bordeaux                                              | Stadium Municipal, Tuluza Widzów: 12 292 Sędzia: Stéphane Lannoy (Nord-Pas-de-Calais) |
|                     | kartki: · Braithwaite 51' · Diop 81' · Tisserand 90'                     |                | kartki: · 25' Chantôme · 49' Sané · 51' Biyogo Poko · 62' Ounas |                                                                                       |

| 12 marca 2016 20:00 | Gazélec Ajaccio · Boutaïb 70' | 1:0(0:0)Raport | SM Caen | Stade Ange Casanova, Ajaccio Widzów: 3 488 Sędzia: Hakim Ben El Hadj (Rodan-Alpy) |
|                     |                               |                |         |                                                                                   |

| 13 marca 2016 14:00 | Troyes                                     | 0:9(0:3)Raport | Paris Saint-Germain · 13', 75' Cavani · 17' Pastore · 19' Rabiot · 46', 52', 56', 88' Ibrahimović · 59' (sam.) Saunier | Stade de l’Aube, Troyes Widzów: 19 184 Sędzia: François Letexier (Bretania) |
|                     | kartki: · Thiago Xavier 73' · Karaboué 74' |                | |                                                                             |

| 13 marca 2016 17:00 | FC Nantes · Sala 49', 69'                  | 2:0(0:0)Raport | Angers SCO                                      | Stade de la Beaujoire, Nantes Widzów: 32 611 Sędzia: Benoît Bastien (Lotaryngia) |
|                     | kartki: · Oliveira Tavares 26' · Gomis 36' |                | kartki: · 7' Ndoye · 45+2' Traoré · 87' Angoula |                                                                                  |

| 13 marca 2016 21:00 | Stade Rennes · Diagné 70' · Rafael 82' (sam.)                                  | 2:2(0:1)Raport | Olympique Lyon · 33' Ghezzal · 55' Lacazette                 | Roazhon Park, Rennes Widzów: 25 830 Sędzia: Frank Schneider (Alzacja) |
|                     | kartki: · Mendes 12' · Henrique 20' · Fernandes 50' · Dembélé 53' · Diagné 65' |                | kartki: · 19' Rafael · 32' Gonalons · 53' Koné · 71' Ghezzal |                                                                       |

### 31. kolejka (18 marca – 20 marca)
| 18 marca 2016 20:30 | Olympique Marsylia · Thauvin 20' · Rolando 50' | 2:5(1:3)Raport | Stade Rennes · 4', 59' Gourcuff · 9' Diagné · 14' Dembélé · 77' Sio | Stade Vélodrome, Marsylia Widzów: 40 077 Sędzia: Sébastien Moreira (Franche-Comté) |
|                     | kartki: · Rolando 8' · Batshuayi 32'           |                | kartki: · 29' André                                                 |                                                                                    |

| 19 marca 2016 17:00 | AS Saint-Étienne · Roux 74' · Tannane 80' · Eysseric 84' | 3:0(0:0)Raport | Montpellier HSC                                     | Stade Geoffroy-Guichard, Saint-Étienne Widzów: 28 037 Sędzia: Jérôme Miguelgorry (Akwitania) |
|                     | kartki: · Lemoine 66'                                    |                | kartki: · 45' Boudebouz · 80' Sanson · 90+3' Congré |                                                                                              |

| 19 marca 2016 20:00 | Lille OSC · Amalfitano 17'                      | 1:0(1:0)Raport | Toulouse FC                                 | Stade Pierre-Mauroy, Villeneuve-d’Ascq Widzów: 29 736 Sędzia: Bartolomeu Varela (Bretania) |
|                     | kartki: · Éder 40' · Civelli 43' · Boufal 90+3' |                | kartki: · 54' Diop · 57' Doumbia · 68' Yago |                                                                                            |

| 19 marca 2016 20:00 | SM Caen · Yahia 35' · Rodelin 54' | 2:1(1:1)Raport | Troyes · 22' Thiago Xavier       | Stade Michel d’Ornano, Caen Widzów: 17 585 Sędzia: Lionel Jaffredo (Bretania) |
|                     | kartki: · Rodelin 37'             |                | kartki: · 31' Rincón · 44' Court |                                                                               |

| 19 marca 2016 20:00 | Angers SCO · Ketkeophomphone 14' · Mangani 34' · Saïss 40' · Ndoye 81' · Mangani 90+1' (k.) | 5:1(3:1)Raport | Lorient · 41' Waris                                        | Stade Jean Bouin, Angers Widzów: 11 553 Sędzia: Johan Hamel (Langwedocja-Roussillon) |
|                     | kartki: · Andreu 63'                                                                        |                | kartki: · 4' Gassama · 38' Ndong · 60' Waris · 72' Le Goff |                                                                                      |

| 19 marca 2016 20:00 | Stade de Reims                                             | 0:1(0:1)Raport | EA Guingamp · 26' Sankharé        | Stade Auguste Delaune, Reims Widzów: 14 433 Sędzia: Frank Schneider (Alzacja) |
|                     | kartki: · Conte 28' · Kankawa 41' · Traoré 46' · Mandi 75' |                | kartki: · 40' Jacobsen · 56' Coco |                                                                               |

| 19 marca 2016 21:00 | Olympique Lyon · Perrin 83' · Lacazette 90+4' (k.) | 2:0(0:0)Raport | FC Nantes                       | Parc Olympique Lyonnais, Décines-Charpieu Widzów: 47 505 Sędzia: Benoît Millot (Île-de-France) |
|                     | kartki: · Rafael 37'                               |                | kartki: · 42' Bedoya · 64' Cana |                                                                                                |

| 20 marca 2016 14:00 | Girondins Bordeaux · Contento 82'  | 1:1(0:0)Raport | Bastia · 85' Ngando                  | Stade Bordeaux-Atlantique, Bordeaux Widzów: 21 927 Sędzia: Tony Chapron (Rodan-Alpy) |
|                     | kartki: · Rolán 42' · Crivelli 45' |                | kartki: · 45' Peybernes · 54' Fofana |                                                                                      |

| 20 marca 2016 17:00 | OGC Nice · Ben Arfa 14' · Pléa 66' · Seri 88' | 3:0(1:0)Raport | Gazélec Ajaccio                     | Allianz Riviera, Nicea Widzów: 19 066 Sędzia: Nicolas Rainville (Langwedocja-Roussillon) |
|                     | kartki: · Pied 70'                            |                | kartki: · 31' Touré · 62' Le Moigne |                                                                                          |

| 20 marca 2016 21:00 | Paris Saint-Germain | 0:2(0:0)Raport | AS Monaco · 65' Love · 68' (k.) Fabinho | Parc des Princes, Paryż Widzów: 46 569 Sędzia: Antony Gautier (Nord-Pas-de-Calais) |
|                     | kartki: · Luiz 67'  |                | kartki: · 32' Jemerson                  |                                                                                    |

### 32. kolejka (1 kwietnia – 3 kwietnia)
| 1 kwietnia 2016 20:30 | AS Monaco · Guilbert 90+3' (sam.) | 1:2(0:1)Raport | Girondins Bordeaux · 45+2' Touré · 56' Ounas | Stadion Ludwika II, Monako Widzów: 6 852 Sędzia: Benoît Bastien (Lotaryngia) |
|                       | kartki: · Love 90+2'              |                | kartki: · 90' Yambéré                        |                                                                              |

| 2 kwietnia 2016 17:00 | Paris Saint-Germain · Ibrahimović 15', 34', 82' · Luiz 48' | 4:1(2:1)Raport | OGC Nice · 18' Ben Arfa | Parc des Princes, Paryż Widzów: 46 919 Sędzia: Mikael Lesage (Dolna Normandia) |
|                       | kartki: · Silva 68'                                        |                |                         |                                                                                |

| 2 kwietnia 2016 20:00 | Stade Rennes · Grosicki 12' · Dembélé 15', 67' | 3:1(2:0)Raport | Stade de Reims · 59' Mandi | Roazhon Park, Rennes Widzów: 24 828 Sędzia: Saïd Ennjimi (Centre Ouest) |
|                       | kartki: · Diagné 61'                           |                |                            |                                                                         |

| 2 kwietnia 2016 20:00 | Troyes                | 0:1(0:1)Raport | Angers SCO · 90+2' Diers      | Stade de l’Aube, Troyes Widzów: 10 472 Sędzia: Stéphane Jochem (Paryż) |
|                       | kartki: · Confais 39' |                | kartki: · 90' Ketkeophomphone |                                                                        |

| 2 kwietnia 2016 20:00 | EA Guingamp · Salibur 5' · Sorbon 47' | 2:2(1:1)Raport | Montpellier HSC · 34', 53' Sanson  | Stade du Roudourou, Guingamp Widzów: 13 640 Sędzia: Ruddy Buquet (Pikardia) |
|                       | kartki: · Diallo 28' · Kerbrat 84'    |                | kartki: · 9' Deplagne · 30' Skhiri |                                                                             |

| 2 kwietnia 2016 20:00 | Toulouse FC · Rodelin 30' (sam.) · Braithwaite 84' | 2:0(1:0)Raport | SM Caen             | Stadium Municipal, Tuluza Widzów: 14 002 Sędzia: François Letexier (Bretania) |
|                       | kartki: · Diop 47'                                 |                | kartki: · 74' Seube |                                                                               |

| 2 kwietnia 2016 20:00 | Gazélec Ajaccio       | 0:2(0:1)Raport | AS Saint-Étienne · 15' Roux · 58' Théophile-Catherine | Stade Ange Casanova, Ajaccio Widzów: 3 665 Sędzia: Clément Turpin (Burgundia) |
|                       | kartki: · Boutaïb 25' |                |                                                       |                                                                               |

| 3 kwietnia 2016 14:00 | FC Nantes                        | 0:3(0:1)Raport | Lille OSC · 19', 90+2' Éder · 58' Sunzu | Stade de la Beaujoire, Nantes Widzów: 25 518 Sędzia: Tony Chapron (Rodan-Alpy) |
|                       | kartki: · Gomis 61' · Sabaly 81' |                | kartki: · 83' Civelli                   |                                                                                |

| 3 kwietnia 2016 17:00 | Bastia · Rekik 47' (sam.) · Danic 56' (k.)      | 2:1(0:0)Raport | Olympique Marsylia · 77' Batshuayi                     | Stade Armand Cesari, Bastia Widzów: 13 141 Sędzia: Lionel Jaffredo (Bretania) |
|                       | kartki: · Mostefa 4' · Palmieri 32' · Djiku 87' |                | kartki: · 22' Diarra · 55' Mandanda · 85' Alessandrini |                                                                               |

| 3 kwietnia 2016 21:00 | Lorient · Waris 35' | 1:3(1:1)Raport | Olympique Lyon · 44', 84' Lacazette · 81' Ghezzal | Stade Yves Allainmat, Lorient Widzów: 15 132 Sędzia: Fredy Fautrel (Dolna Normandia) |
|                       |                     |                |                                                   |                                                                                      |

### 33. kolejka (8 kwietnia – 10 kwietnia)
| 8 kwietnia 2016 20:30 | Montpellier HSC     | 0:2(0:2)Raport | Olympique Lyon · 34', 40' Cornet | Stade de la Mosson, Montpellier Widzów: 15 066 Sędzia: Antony Gautier (Nord-Pas-de-Calais) |
|                       | kartki: · Saihi 38' |                | kartki: · 66' Cornet · 68' Ferri |                                                                                            |

| 9 kwietnia 2016 17:00 | EA Guingamp                        | 0:2(0:0)Raport | Paris Saint-Germain · 56' (k.), 71' Lucas | Stade du Roudourou, Guingamp Widzów: 18 363 Sędzia: Fredy Fautrel (Dolna Normandia) |
|                       | kartki: · Kerbrat 27' · Briand 56' |                |                                           |                                                                                     |

| 9 kwietnia 2016 20:00 | SM Caen · Appiah 64'    | 1:2(0:1)Raport | Lorient · 17' Jeannot · 47' (k.) Waris | Stade Michel d’Ornano, Caen Widzów: 17 408 Sędzia: Nicolas Rainville (Langwedocja-Roussillon) |
|                       | kartki: · Vercoutre 75' |                |                                        |                                                                                               |

| 9 kwietnia 2016 20:00 | AS Saint-Étienne · Maupay 75' | 1:0(0:0)Raport | Troyes                               | Stade Geoffroy-Guichard, Saint-Étienne Widzów: 29 824 Sędzia: Johan Hamel (Langwedocja-Roussillon) |
|                       | kartki: · Sall 37' · Roux 60' |                | kartki: · 20' Pi · 52' Thiago Xavier | |

| 9 kwietnia 2016 20:00 | Angers SCO            | 0:0Raport | Gazélec Ajaccio                                                           | Stade Jean Bouin, Angers Widzów: 11 474 Sędzia: Jérôme Miguelgorry (Akwitania) |
|                       | kartki: · Mangani 18' |           | kartki: · 17' Le Moigne · 18' Filippi · 51' Youga · 56' Poggi · 79' Sylla |                                                                                |

| 9 kwietnia 2016 20:00 | Toulouse FC · Ben Yedder 57', 80' · Braithwaite 62' · Trejo 70' | 4:0(0:0)Raport | Bastia                     | Stadium Municipal, Tuluza Widzów: 17 407 Sędzia: Ruddy Buquet (Pikardia) |
|                       | kartki: · Doumbia 67'                                           |                | kartki: · 67', 67' Cahuzac |                                                                          |

| 9 kwietnia 2016 20:00 | Stade de Reims · Oniangué 11' · Sabaly 80' (sam.) | 2:1(1:0)Raport | FC Nantes · 68' Audel                            | Stade Auguste Delaune, Reims Widzów: 12 143 Sędzia: Bartolomeu Varela (Bretania) |
|                       | kartki: · Kankawa 6' · Signorino 74'              |                | kartki: · 30', 85' Bammou · 59' Audel · 79' Cana |                                                                                  |

| 10 kwietnia 2016 14:00 | Lille OSC · Amalfitano 37' · Éder 67' · Obbadi 77' · Sidibé 88' | 4:1(1:0)Raport | AS Monaco · 90+2' Bahlouli                        | Stade Pierre-Mauroy, Villeneuve-d’Ascq Widzów: 32 125 Sędzia: Sébastien Moreira (Franche-Comté) |
|                        | kartki: · Obbadi 32' · Civelli 55'                              |                | kartki: · 43' Raggi · 44' Fabinho · 64' Echiéjilé |                                                                                                 |

| 10 kwietnia 2016 17:00 | OGC Nice · Ben Arfa 33' (k.), 40', 56' | 3:0(2:0)Raport | Stade Rennes | Allianz Riviera, Nicea Widzów: 23 622 Sędzia: Clément Turpin (Burgundia) |
|                        |                                        |                |              |                                                                          |

| 10 kwietnia 2016 21:00 | Olympique Marsylia                                 | 0:0Raport | Girondins Bordeaux              | Stade Vélodrome, Marsylia Widzów: 43 344 Sędzia: Frank Schneider (Alzacja) |
|                        | kartki: · Rekik 23' · N’Koulou 59' · Batshuayi 78' |           | kartki: · 19' Touré · 28' Pablo |                                                                            |

### 34. kolejka (15 kwietnia – 17 kwietnia)
| 15 kwietnia 2016 20:30 | Olympique Lyon · Lacazette 82'                         | 1:1(0:1)Raport | OGC Nice · 18' Germain                  | Parc Olympique Lyonnais, Décines-Charpieu Widzów: 55 744 Sędzia: Lionel Jaffredo (Bretania) |
|                        | kartki: · Cornet 25' · Lacazette 45+5' · Ghezzal 90+3' |                | kartki: · 81' Le Marchand · 88' Pereira |                                                                                             |

| 16 kwietnia 2016 17:00 | Paris Saint-Germain · Ibrahimović 12', 57' · Matuidi 45+2' · Cavani 49' · Di María 52' · Maxwell 76' | 6:0(2:0)Raport | SM Caen | Parc des Princes, Paryż Widzów: 44 807 Sędzia: Bartolomeu Varela (Bretania) |
|                        | |                |         |                                                                             |

| 16 kwietnia 2016 20:00 | Troyes · Camus 50' · Nivet 60' (k.)       | 2:1(0:0)Raport | Stade de Reims · 64' Bifouma                     | Stade de l’Aube, Troyes Widzów: 12 650 Sędzia: Tony Chapron (Rodan-Alpy) |
|                        | kartki: · Thiago Xavier 65' · Saunier 87' |                | kartki: · 30' Conte · 60' Carrasso · 87' Bifouma |                                                                          |

| 16 kwietnia 2016 20:00 | Girondins Bordeaux · Rolán 70'       | 1:3(0:0)Raport | Angers SCO · 61' N’Doye · 64' Yattara · 87' Bourillon | Stade Bordeaux-Atlantique, Bordeaux Widzów: 24 611 Sędzia: Ruddy Buquet (Pikardia) |
|                        | kartki: · Guilbert 24' · Debuchy 54' |                | kartki: · 15' Capelle · 34' Traoré · 69' Andreu       |                                                                                    |

| 16 kwietnia 2016 20:00 | Lorient · Touré 90+1'  | 1:1(0:0)Raport | Toulouse FC · 49' Ben Yedder        | Stade Yves Allainmat, Lorient Widzów: 13 212 Sędzia: Stéphane Lannoy (Nord-Pas-de-Calais) |
|                        | kartki: · Abdullah 78' |                | kartki: · 74' Trejo · 77' Moubandje |                                                                                           |

| 16 kwietnia 2016 20:00 | Bastia                                           | 0:1(0:0)Raport | AS Saint-Étienne · 75' Roux       | Stade Armand Cesari, Bastia Widzów: 11 631 Sędzia: Benoît Millot (Île-de-France) |
|                        | kartki: · Danic 24' · Mostefa 62' · Palmieri 70' |                | kartki: · 62' Tannane · 73' Pajot |                                                                                  |

| 16 kwietnia 2016 20:00 | Gazélec Ajaccio · Pujol 41' · Touré 87'                    | 2:4(1:1)Raport | Lille OSC · 19', 74', 84' Boufal · 88' (sam.) Martinez | Stade Ange Casanova, Ajaccio Widzów: 3 605 Sędzia: François Letexier (Bretania) |
|                        | kartki: · Le Moigne 45' · Mangane 45+1' · Filippi 50', 67' |                | kartki: · 45+1' Benzia · 62' Balmont                   |                                                                                 |

| 17 kwietnia 2016 14:00 | FC Nantes                   | 0:2(0:1)Raport | Montpellier HSC · 23' Dabo · 71' Skhiri | Stade de la Beaujoire, Nantes Widzów: 21 789 Sędzia: Stéphane Jochem (Paryż) |
|                        | kartki: · Vizcarrondo 45+1' |                | kartki: · 43' Jourdren · 60' Congré     |                                                                              |

| 17 kwietnia 2016 17:00 | Stade Rennes                                | 0:3(0:0)Raport | EA Guingamp · 63' Diallo · 73' Briand · 77' Sankharé | Roazhon Park, Rennes Widzów: 29 068 Sędzia: Mikael Lesage (Dolna Normandia) |
|                        | kartki: · Mexer 4' · Sio 89' · Diagné 90+1' |                | kartki: · 17' Diallo · 56' Kerbrat                   |                                                                             |

| 17 kwietnia 2016 21:00 | AS Monaco · Silva 47' · Raggi 75' | 2:1(0:0)Raport | Olympique Marsylia · 90+3' Batshuayi | Stadion Ludwika II, Monako Widzów: 10 056 Sędzia: Antony Gautier (Nord-Pas-de-Calais) |
|                        | kartki: · Raggi 76'               |                |                                      |                                                                                       |

### 35. kolejka (22 kwietnia - 24 kwietnia, 27 kwietnia, 11 maja)
| 22 kwietnia 2016 20:30 | OGC Nice · Germain 11' · Ben Arfa 56' (k.) | 2:0(1:0)Raport | Stade de Reims                               | Allianz Riviera, Nicea Widzów: 21 913 Sędzia: Benoît Bastien (Lotaryngia) |
|                        | kartki: · Pied 85'                         |                | kartki: · 55' Weber · 58' Turan · 74' Traoré |                                                                           |

| 23 kwietnia 2016 17:30 | Toulouse FC · Tisserand 49' · Ben Yedder 82' | 2:3(0:0)Raport | Olympique Lyon · 73' Grenier · 80' Lacazette · 85' Tolisso | Stadium Municipal, Tuluza Widzów: 24 316 Sędzia: Clément Turpin (Burgundia) |
|                        | kartki: · Regattin 34' · Sirieix 83'         |                | kartki: · 13' Valbuena · 83' Lopes · 90+4' Tolisso         |                                                                             |

| 24 kwietnia 2016 14:00 | Olympique Marsylia · Thauvin 49'  | 1:1(0:1)Raport | FC Nantes · 31' (sam.) N’Koulou                        | Stade Vélodrome, Marsylia Widzów: 19 898 Sędzia: Stéphane Lannoy (Nord-Pas-de-Calais) |
|                        | kartki: · Romao 56' · Mendy 90+2' |                | kartki: · 44' Thomasson · 80' Bammou · 81' Vizcarrondo |                                                                                       |

| 24 kwietnia 2016 17:00 | Montpellier HSC · Roussillon 14' · Saunier 27' (sam.) · Martin 34' · Camara 55' | 4:1(3:1)Raport | Troyes · 20' Darbion               | Stade de la Mosson, Montpellier Widzów: 14 323 Sędzia: Mikael Lesage (Dolna Normandia) |
|                        | kartki: · Hilton 41'                                                            |                | kartki: · 68' Confais · 82' Rincón |                                                                                        |

| 24 kwietnia 2016 17:00 | EA Guingamp · Sorbon 82'           | 1:1(0:1)Raport | SM Caen · 30' Rodelin      | Stade du Roudourou, Guingamp Widzów: 16 203 Sędzia: Frank Schneider (Alzacja) |
|                        | kartki: · Diallo 41' · Giresse 79' |                | kartki: · 62', 90+2' Seube |                                                                               |

| 24 kwietnia 2016 17:00 | AS Saint-Étienne · Roux 76', 90+2' | 2:0(0:0)Raport | Lorient               | Stade Geoffroy-Guichard, Saint-Étienne Widzów: 29 550 Sędzia: Amaury Delerue (Akwitania) |
|                        | kartki: · Roux 65' · Eysseric 81'  |                | kartki: · 74' Jeannot |                                                                                          |

| 24 kwietnia 2016 17:00 | Gazélec Ajaccio · Boutaïb 20' · Pujol 37' · Larbi 63' (k.)              | 3:2(2:1)Raport | Bastia · 9' Ngando · 77' Cahuzac    | Stade Ange Casanova, Ajaccio Widzów: 4 104 Sędzia: Sébastien Moreira (Franche-Comté) |
|                        | kartki: · Ducourtioux 15' · Pujol 76' · Le Moigne 90+1' · Đoković 90+3' |                | kartki: · 62' Cahuzac · 90+3' Cioni |                                                                                      |

| 24 kwietnia 2016 21:00 | Stade Rennes · Sio 81' | 1:1(0:1)Raport | AS Monaco · 14' Costa                                  | Roazhon Park, Rennes Sędzia: Fredy Fautrel (Dolna Normandia) |
|                        | kartki: · Danzé 86'    |                | kartki: · 79' Fabinho · 90+1' Carrillo · 90+3' Wallace |                                                              |

| 27 kwietnia 2016 18:30 | Lille OSC            | 0:0Raport | Angers SCO                                                            | Stade Pierre-Mauroy, Villeneuve-d’Ascq Widzów: 32 001 Sędzia: Johan Hamel (Langwedocja-Roussillon) |
|                        | kartki: · Obbadi 64' |           | kartki: · 61' Thomas · 71' Capelle · 80' Bouka Moutou · 87' Letellier | |

| 11 maja 2016 20:30 | Girondins Bordeaux · Pallois 66' | 1:1(0:0)Raport | Paris Saint-Germain · 59' Ibrahimović | Stade Bordeaux-Atlantique, Bordeaux Widzów: 38 026 Sędzia: François Letexier (Bretania) |
|                    | kartki: · Rolán 14'              |                | kartki: · 41' Kurzawa · 47' Lucas     |                                                                                         |

### 36. kolejka (29 kwietnia – 1 maja)
| 29 kwietnia 2016 20:30 | Paris Saint-Germain · Maxwell 50' · Ibrahimović 54', 78' · Cavani 90+1' | 4:0(0:0)Raport | Stade Rennes          | Parc des Princes, Paryż Widzów: 45 341 Sędzia: Amaury Delerue (Akwitania) |
|                        | kartki: · Aurier 57'                                                    |                | kartki: · 34' Gnagnon |                                                                           |

| 30 kwietnia 2016 14:00 | FC Nantes · Thomasson 68' | 1:0(0:0)Raport | OGC Nice           | Stade de la Beaujoire, Nantes Widzów: 21 442 Sędzia: Antony Gautier (Nord-Pas-de-Calais) |
|                        | kartki: · Vizcarrondo 74' |                | kartki: · 89' Pied |                                                                                          |

| 30 kwietnia 2016 17:00 | AS Saint-Étienne                              | 0:0Raport | Toulouse FC                     | Stade Geoffroy-Guichard, Saint-Étienne Widzów: 30 578 Sędzia: Lionel Jaffredo (Bretania) |
|                        | kartki: · Sall 23' · Clément 29' · Perrin 77' |           | kartki: · 43' Diop · 45+1' Yago |                                                                                          |

| 30 kwietnia 2016 19:00 | Troyes · Nivet 56' (k.) · Jean 69'                   | 2:4(0:2)Raport | Girondins Bordeaux · 14', 72' Rolán · 41' (sam.) Mavinga · 60' Diabaté | Stade de l’Aube, Troyes Widzów: 13 442 Sędzia: Bartolomeu Varela (Bretania) |
|                        | kartki: · Pi 7' · Jean 23' · Nivet 57' · Court 90+3' |                | kartki: · 43' Guilbert                                                 |                                                                             |

| 30 kwietnia 2016 19:00 | SM Caen                | 0:0Raport | Bastia                                           | Stade Michel d’Ornano, Caen Widzów: 17 016 Sędzia: Jérôme Miguelgorry (Akwitania) |
|                        | kartki: · Diomandé 75' |           | kartki: · 40' Modesto · 63' Kamano · 73' Marange |                                                                                   |

| 30 kwietnia 2016 19:00 | AS Monaco · Traoré 17' · Dirar 40' · Silva 76' | 3:2(2:0)Raport | EA Guingamp · 75' Erdinç · 81' Angoua | Stadion Ludwika II, Monako Widzów: 6 669 Sędzia: Clément Turpin (Burgundia) |
|                        | kartki: · Carvalho 89' · Subašić 90+3'         |                | kartki: · 84' Angoua                  |                                                                             |

| 30 kwietnia 2016 19:00 | Lorient               | 0:1(0:0)Raport | Lille OSC · 56' Lopes                 | Stade Yves Allainmat, Lorient Widzów: 11 501 Sędzia: Benoît Bastien (Lotaryngia) |
|                        | kartki: · Gassama 71' |                | kartki: · 65' Obbadi · 90' Amalfitano |                                                                                  |

| 30 kwietnia 2016 19:00 | Stade de Reims · Oniangué 83' · Bifouma 90+2' | 2:3(0:1)Raport | Montpellier HSC · 38' Camara · 84' Congré · 86' Sanson | Stade Auguste Delaune, Reims Widzów: 19 716 Sędzia: Fredy Fautrel (Dolna Normandia) |
|                        | kartki: · de Préville 52' · Rigonato 54'      |                | kartki: · 83' Roussillon                               |                                                                                     |

| 30 kwietnia 2016 21:00 | Olympique Lyon · Ghezzal 11' · Cornet 40' | 2:1(2:0)Raport | Gazélec Ajaccio · 49' Pujol           | Parc Olympique Lyonnais, Décines-Charpieu Widzów: 50 546 Sędzia: Nicolas Rainville (Langwedocja-Roussillon) |
|                        | kartki: · Rafael 88'                      |                | kartki: · 15' Tshibumbu · 74' Đoković | |

| 1 maja 2016 17:00 | Angers SCO                         | 0:1(0:1)Raport | Olympique Marsylia · 24' Batshuayi                                   | Stade Jean Bouin, Angers Widzów: 16 198 Sędzia: Tony Chapron (Rodan-Alpy) |
|                   | kartki: · Mangani 13' · Thomas 71' |                | kartki: · 21' Mendy · 52' Fletcher · 88' Batshuayi · 90+1' Manquillo |                                                                           |

### 37. kolejka (7 maja)
| 7 maja 2016 21:00 | Lille OSC            | 0:0Raport | EA Guingamp                                                 | Stade Pierre-Mauroy, Villeneuve-d’Ascq Widzów: 30 298 Sędzia: Amaury Delerue (Akwitania) |
|                   | kartki: · Amadou 45' |           | kartki: · 26' Sankharé · 42' Briand · 79' Coco · 90+3' Blas |                                                                                          |

| 7 maja 2016 21:00 | Olympique Lyon · Ghezzal 3' · Lacazette 8', 35', 81' · Yanga-Mbiwa 34', 59' | 6:1(4:1)Raport | AS Monaco · 41' Carvalho                                               | Parc Olympique Lyonnais, Décines-Charpieu Widzów: 56 696 Sędzia: Ruddy Buquet (Pikardia) |
|                   | kartki: · Gonalons 63'                                                      |                | kartki: · 21', 23' Traoré · 65' Toulalan · 70' Jemerson · 75' Carvalho |                                                                                          |

| 7 maja 2016 21:00 | Olympique Marsylia · Batshuayi 56'   | 1:0(0:0)Raport | Stade de Reims       | Stade Vélodrome, Marsylia Widzów: 20 767 Sędzia: Nicolas Rainville (Langwedocja-Roussillon) |
|                   | kartki: · Barrada 68' · Mandanda 88' |                | kartki: · 71' Devaux |                                                                                             |

| 7 maja 2016 21:00 | Montpellier HSC · Ninga 58' · Boudebouz 70' | 2:0(0:0)Raport | Stade Rennes | Stade de la Mosson, Montpellier Widzów: 13 004 Sędzia: Sébastien Moreira (Franche-Comté) |
|                   |                                             |                |              |                                                                                          |

| 7 maja 2016 21:00 | OGC Nice · Germain 86', 89'            | 2:0(0:0)Raport | AS Saint-Étienne                                                                   | Allianz Riviera, Nicea Widzów: 35 596 Sędzia: Benoît Millot (Île-de-France) |
|                   | kartki: · Cardinale 75' · Genevois 75' |                | kartki: · 22' Eysseric · 54', 56' Malcuit · 75' Lemoine · 75' Cohade · 75' Tabanou |                                                                             |

| 7 maja 2016 21:00 | Girondins Bordeaux · Malcom 12' · Diabaté 21', 48' | 3:0(2:0)Raport | Lorient                 | Stade Bordeaux-Atlantique, Bordeaux Widzów: 23 117 Sędzia: Stéphane Jochem (Paryż) |
|                   |                                                    |                | kartki: · 85' Guerreiro |                                                                                    |

| 7 maja 2016 21:00 | FC Nantes · Bedoya 78'            | 1:2(0:2)Raport | SM Caen · 5' Rodelin · 45' (k.) Delort | Stade de la Beaujoire, Nantes Widzów: 30 321 Sędzia: Johan Hamel (Langwedocja-Roussillon) |
|                   | kartki: · Djidji 50' · Sala 90+2' |                | kartki: · 61' Delaplace · 76' Adeoti   |                                                                                           |

| 7 maja 2016 21:00 | Bastia · Cahuzac 43'  | 1:0(1:0)Raport | Angers SCO            | Stade Armand Cesari, Bastia Widzów: 11 817 Sędzia: Stéphane Lannoy (Nord-Pas-de-Calais) |
|                   | kartki: · Cahuzac 55' |                | kartki: · 73' Angoula |                                                                                         |

| 7 maja 2016 21:00 | Toulouse FC · Trejo 53'              | 1:0(0:0)Raport | Troyes                                              | Stadium Municipal, Tuluza Widzów: 29 444 Sędzia: Antony Gautier (Nord-Pas-de-Calais) |
|                   | kartki: · Akpa-Akpro 86' · Trejo 86' |                | kartki: · 18' Azamoum · 50' Saunier · 88' Ben Saada |                                                                                      |

| 7 maja 2016 21:00 | Gazélec Ajaccio       | 0:4(0:1)Raport | Paris Saint-Germain · 13', 49', 58' Cavani · 90' Ibrahimović | Stade Ange Casanova, Ajaccio Widzów: 3 970 Sędzia: Mikael Lesage (Dolna Normandia) |
|                   | kartki: · Mangane 74' |                | kartki: · 51' Silva                                          |                                                                                    |

### 38. kolejka (14 maja)
| 14 maja 2016 21:00 | Stade Rennes · Henrique 82'                      | 1:2(0:1)Raport | Bastia · 21', 52' Kamano                                                   | Roazhon Park, Rennes Widzów: 21 429 Sędzia: Mikael Lesage (Dolna Normandia) |
|                    | kartki: · Mendes 26' · Diagné 43' · Henrique 84' |                | kartki: · 32' Mostefa · 69' Marange · 81' Ayité · 84' Djiku · 90+2' Fofana |                                                                             |

| 14 maja 2016 21:00 | Troyes · Camus 10'                        | 1:1(1:0)Raport | Olympique Marsylia · 61' Fletcher | Stade de l’Aube, Troyes Widzów: 16 623 Sędzia: François Letexier (Bretania) |
|                    | kartki: · Thiago Xavier 30' · Martial 81' |                | kartki: · 23' Dja Djédjé          |                                                                             |

| 14 maja 2016 21:00 | SM Caen · Delort 14' (k.) | 1:0(1:0)Raport | Girondins Bordeaux                                               | Stade Michel d’Ornano, Caen Widzów: 19 599 Sędzia: Tony Chapron (Rodan-Alpy) |
|                    | kartki: · Louis 25'       |                | kartki: · 15' Contento · 15' Plašil · 28' Pallois · 72' Crivelli |                                                                              |

| 14 maja 2016 21:00 | AS Monaco · Cavaleiro 3' · Fabinho 32' (k.)        | 2:0(2:0)Raport | Montpellier HSC    | Stadion Ludwika II, Monako Widzów: 9 318 Sędzia: Benoît Bastien (Lotaryngia) |
|                    | kartki: · Wallace 72' · Toulalan 89' · Fabinho 89' |                | kartki: · 23' Dabo |                                                                              |

| 14 maja 2016 21:00 | EA Guingamp · Erdinç 19' · Genevois 55' (sam.) | 2:3(1:2)Raport | OGC Nice · 2', 62' Pléa · 45' Seri | Stade du Roudourou, Guingamp Widzów: 17 236 Sędzia: Ruddy Buquet (Pikardia) |
|                    | kartki: · Kerbrat 65' · Diallo 71'             |                | kartki: · 10' Genevois             |                                                                             |

| 14 maja 2016 21:00 | AS Saint-Étienne                   | 0:1(0:1)Raport | Lille OSC · 41' (k.) Éder | Stade Geoffroy-Guichard, Saint-Étienne Widzów: 39 550 Sędzia: Clément Turpin (Burgundia) |
|                    | kartki: · Roux 42' · Ruffier 90+4' |                | kartki: · 83' Nangis      |                                                                                          |

| 14 maja 2016 21:00 | Paris Saint-Germain · Ibrahimović 18', 89' · Lucas 43' · Marquinhos 52' | 4:0(2:0)Raport | FC Nantes            | Parc des Princes, Paryż Widzów: 47 844 Sędzia: Lionel Jaffredo (Bretania) |
|                    | kartki: · Rabiot 38'                                                    |                | kartki: · 51' Gillet |                                                                           |

| 14 maja 2016 21:00 | Lorient · Moukandjo 27'                | 1:0(1:0)Raport | Gazélec Ajaccio         | Stade Yves Allainmat, Lorient Widzów: 12 616 Sędzia: Benoît Millot (Île-de-France) |
|                    | kartki: · Bellugou 10' · Jeannot 90+1' |                | kartki: · 74' Tshibumbu |                                                                                    |

| 14 maja 2016 21:00 | Angers SCO · Ketkeophomphone 12' · Benrahma 63'                     | 2:3(1:0)Raport | Toulouse FC · 59' Ben Yedder · 78' Braithwaite · 80' Bodiger | Stade Jean Bouin, Angers Widzów: 15 131 Sędzia: Fredy Fautrel (Dolna Normandia) |
|                    | kartki: · Bourillon 2' · Bouka Moutou 69' · Yattara 75' · Saïss 79' |                | kartki: · 74' Yago                                           |                                                                                 |

| 14 maja 2016 21:00 | Stade de Reims · Mandi 14' · Rigonato 34' · Turan 51' · Kyei 56' (k.) | 4:1(2:0)Raport | Olympique Lyon · 63' Cornet         | Stade Auguste Delaune, Reims Widzów: 17 432 Sędzia: Amaury Delerue (Akwitania) |
|                    | kartki: · Kyei 27' · Mandi 41' · Fofana 42' · Kankawa 53' · Turan 85' |                | kartki: · 25' Gonalons · 55' Umtiti |                                                                                |

## Tabela rundy wiosennej
| Lp. | Drużyna             | M  | Z  | R  | P  | Bramki | Bramki | Różn. | Pkt | Uwagi                                         |
| --- | ------------------- | -- | -- | -- | -- | ------ | ------ | ----- | --- | --------------------------------------------- |
| 1   | Paris Saint-Germain | 19 | 14 | 3  | 2  | 54     | 10     | +44   | 45  | Liga Mistrzów UEFA • Faza grupowa             |
| 2   | Olympique Lyon      | 19 | 12 | 3  | 4  | 44     | 20     | +24   | 39  | Liga Mistrzów UEFA • Faza grupowa             |
| 3   | Lille OSC           | 19 | 10 | 6  | 3  | 24     | 14     | +10   | 36  | Liga Mistrzów UEFA • III runda kwalifikacyjna |
| 4   | OGC Nice            | 19 | 10 | 4  | 5  | 26     | 18     | +8    | 34  | Liga Europy UEFA • III runda kwalifikacyjna   |
| 5   | AS Monaco           | 19 | 9  | 6  | 4  | 32     | 27     | +5    | 33  | Liga Europy UEFA • III runda kwalifikacyjna   |
| 6   | AS Saint-Étienne    | 19 | 8  | 5  | 6  | 20     | 15     | +5    | 29  |                                               |
| 7   | Bastia              | 19 | 8  | 4  | 7  | 16     | 18     | −2    | 28  |                                               |
| 8   | Montpellier HSC     | 19 | 8  | 3  | 8  | 27     | 22     | +5    | 27  |                                               |
| 9   | Girondins Bordeaux  | 19 | 7  | 6  | 6  | 27     | 29     | −2    | 27  |                                               |
| 10  | EA Guingamp         | 19 | 6  | 7  | 6  | 30     | 29     | +1    | 25  |                                               |
| 11  | Stade Rennes        | 19 | 7  | 4  | 8  | 27     | 33     | −6    | 25  |                                               |
| 12  | FC Nantes           | 19 | 6  | 6  | 7  | 19     | 27     | −8    | 24  |                                               |
| 13  | SM Caen             | 19 | 7  | 3  | 9  | 18     | 30     | −12   | 24  |                                               |
| 14  | Toulouse FC         | 19 | 6  | 5  | 8  | 24     | 22     | +2    | 23  |                                               |
| 15  | Olympique Marsylia  | 19 | 4  | 11 | 4  | 20     | 21     | −1    | 23  |                                               |
| 16  | Lorient             | 19 | 5  | 5  | 9  | 20     | 32     | −12   | 20  |                                               |
| 17  | Angers SCO          | 19 | 5  | 4  | 10 | 23     | 27     | −4    | 19  |                                               |
| 18  | Stade de Reims      | 19 | 5  | 3  | 11 | 25     | 33     | −8    | 18  | Spadek do 2016/2017 Ligue 2                   |
| 19  | Gazélec Ajaccio     | 19 | 2  | 7  | 10 | 17     | 36     | −19   | 13  | Spadek do 2016/2017 Ligue 2                   |
| 20  | Troyes              | 19 | 3  | 1  | 15 | 18     | 48     | −30   | 10  | Spadek do 2016/2017 Ligue 2                   |